# Leopold Johannes Dassanowsky

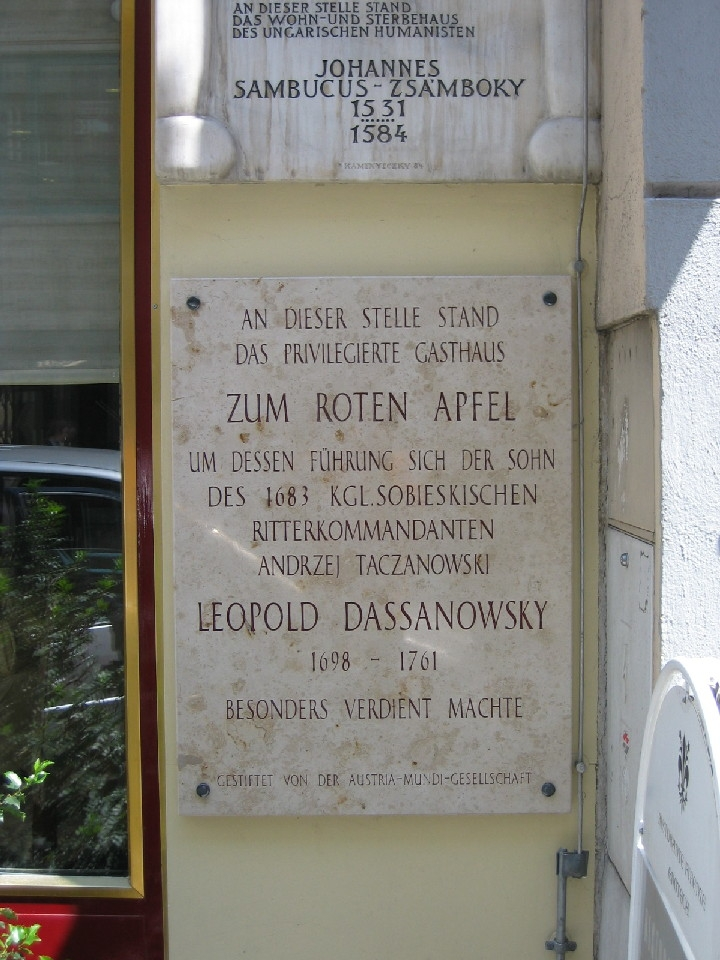
Gedenktafel für Andrzej Taczanowski und Sohn Johannes Dassanowsky (Vater von Leopold Johannes) in Wien, Singerstraße 3

Leopold Johannes Dassanowsky (* 22. Dezember 1737 in Wien; † 26. September 1815 ebenda) war ein österreichischer Hofbeamter. Er entstammte dem Wiener Zweig der polnischen Adelsfamilie Taczanowski. Sein Großvater, Andrzej Taczanowski, war Sobieski'scher Ritterkommandant beim Entsatz Wiens bei der zweiten Türkenbelagerung 1683.
Dassanowsky wurde auf Wunsch Kaiser Joseph II. Verpächter und k.k. Hofpoststalldirektor (1786–1805). Er veranlasste wichtige Verbesserungen für die Postwege und dehnte diese auf den östlichsten Teil – bis Krakau – des Reiches aus. Zwei seiner Söhne, die Halbbrüder Carl (eigentlich Franz Carolus) und Christian Johann Nepomuk Dassanowsky, wurden k.k. Hofreisendirektoren und Wiener Obersthofpostamts-Officiale.